# Morelli Glacier
Morelli Glacier är en glaciär i Antarktis. Den ligger i Västantarktis. Inget land gör anspråk på området. Morelli Glacier ligger 30 meter över havet.
Terrängen runt Morelli Glacier är kuperad åt sydväst, men åt nordost är den platt. Morelli Glacier ligger nere i en dal. Trakten är obefolkad. Det finns inga samhällen i närheten.